# 雷德奧克鎮區 (愛荷華州蒙哥馬利縣)
雷德奧克鎮區（英語：Red Oak Township）是位於美國愛荷華州蒙哥馬利縣的一個行政鎮區。

## 地方資料
根據2010年美國人口普查的數據，雷德奧克鎮區的面積為91.01平方千米，當中陸地面積為90.25平方千米，而水域面積為0.76平方千米。當地共有人口6124人，而人口密度為每平方千米67.29人。